# Shluková analýza
Shluková analýza (též clusterová analýza, anglicky cluster analysis) je vícerozměrná statistická metoda, která se používá ke klasifikaci objektů.
Slouží k třídění jednotek do skupin (shluků) tak, aby si jednotky náležící do stejné skupiny byly podobnější než objekty z ostatních skupin. Shlukovou analýzu je možné provádět jak na množině objektů, z nichž každý musí být popsán prostřednictvím stejného souboru znaků, které má smysl v dané množině sledovat, tak na množině znaků, které jsou charakterizovány prostřednictvím určitého souboru objektů, nositelů těchto znaků.

## Klasifikace shlukovacích metod
Základní členění shlukovacích metod podle cíle je na hierarchické a nehierarchické metody.
1. Hierarchické shlukování vytváří systém podmnožin, kde průnikem dvou podmnožin - shluků je buď prázdná množina, nebo jeden z nich. Pokud nastane alespoň jednou druhý případ, je systém hierarchický. Tedy je to jakési větvení, zjemňování klasifikace. K hierarchickému shlukování lze přistupovat ze dvou stran – rozlišujeme přístup divizní (vycházíme z celku, jednoho shluku, a ten dělíme) a aglomerativní (vycházíme z jednotlivých objektů, shluků o jednom členu, a ty spojujeme). Hierarchické shlukování nabízí více alternativních řešení, výsledek shlukování je pak možné vyjádřit dendrogramem. Tato metoda však není vhodná pro velké datové soubory.
2. Nehierarchické shlukování vytváří takový systém, kde je jsou shluky disjunktní množiny. Používá se nejčastěji algoritmus k-means.

## Měření podobnosti objektů
Shluková analýza vychází z podobnosti, resp. vzdálenosti objektů. Její kvantitativní vyjádření je jedním ze základních problémů clusterové analýzy. Existuje mnoho způsobů konstrukce tohoto ukazatele. Výběr vhodné metriky vzdálenosti je zásadní, protože přímo ovlivňuje výsledky analýzy a strukturu nalezených shluků. Mezi nejčastěji používané metody měření vzdáleností patří Eukleidovská vzdálenost, Manhattanská vzdálenost, Minkowského vzdálenost, Kosinová vzdálenost a další. Každá z těchto metrik má své výhody a omezení v závislosti na povaze a dimenzi dat. 
Výběr správné metriky závisí na charakteru analyzovaných dat. U numerických hodnot se obvykle preferuje eukleidovská nebo Minkowského vzdálenost, zatímco u kategoriálních dat může být efektivnější Jaccardova vzdálenost. Pro textová nebo vysokodimenzionální data je často nejlepší volbou kosinová vzdálenost.

### Vlastnosti vzdálenosti
Standardními požadavky pro vhodný předpis míry vzdálenosti (metriky) {\displaystyle d} dvou objektů {\displaystyle O_{i}} a {\displaystyle O_{j}} jsou:
- nezápornost: {\displaystyle d(O_{i},O_{j})\geq 0};
- symetrie: {\displaystyle d(O_{i},O_{j})=d(O_{j},O_{i})};
- shodné objekty by měly mít ukazatel vzdálenosti roven 0: {\displaystyle d(O_{i},O_{i})=0} (zároveň míra podobnosti bude rovna maximální hodnotě, obvykle 1).
- trojúhelníková nerovnost: {\displaystyle d(O_{i},O_{j})\leq d(O_{i},O_{h})+d(O_{h},O_{j})}.

### Typy vzdáleností
- metriky - základní je eukleidovská vzdálenost a od ní jsou odvozeny další ukazatele (např. čtverec euklidovské vzdálenosti), další metriky jsou Manhattanská, Čebyševova ad.)
- koeficienty asociace – určeny pro hodnocení podobnosti pro objekty vyjádřené dichotomickými znaky, ukazatele založeny na počtu shod a počtu znaků. Konkrétních ukazatelů je celá řada, některé operují jen s pozitivními shodami (např. koeficient Jaccardův, Russel & Rao, Diceův ad.), některé i s negativními (např. Sokalův, Hamannův). Mohou se vztahovat k celkovému počtu znaků, k počtu rozdílných případů nebo k různým kombinacím předchozích.
- korelační koeficient – hodí se především pro shlukování proměnných.

Existuje řada dalších způsobů měření vzdálenosti či podobnosti (míry asymetrie, Lambda, kosinus vektorů, chí-kvadrát). Někdy je způsob hodnocení podobnosti/vzdálenosti přímo dán shlukovací metodou. I pokud tomu tak není, je třeba při výběru ukazatele brát v úvahu metodu shlukování a charakter souboru.

### Konkrétní příklady

#### Eukleidovská vzdálenost
Eukleidovská vzdálenost, známá také jako L2 norma, je nejběžnější metrika používaná v shlukové analýze, a to především díky své jednoduchosti a intuitivní interpretaci jako „přímé čáry“ mezi dvěma body v n-rozměrném prostoru. Eukleidovská vzdálenost, pojmenovaná po starořeckém matematikovi Eukleidovi, byla jednou z prvních formálně popsaných metrik. Její aplikace v moderních statistických metodách však začala až s rozvojem analýzy dat v polovině 20. století. Matematicky je definována jako:
d(x, y) = √(∑(xᵢ - yᵢ)²)
Tato metrika je vhodná pro metrická data, ale citlivá na extrémy (outliery), což může ovlivnit výsledky analýzy.

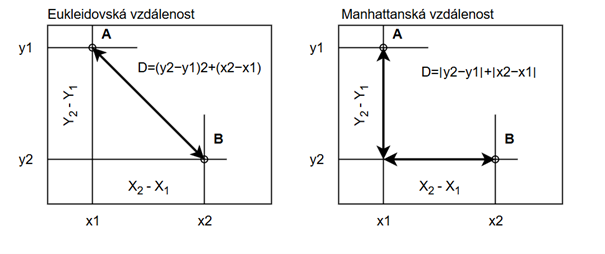
Euklidovská a Manhattanská vzdálenost

#### Manhattanská vzdálenost
Manhattanská vzdálenost, známá také jako L1 norma, měří vzdálenost jako součet absolutních rozdílů mezi souřadnicemi. Používá se v případech, kdy se předpokládá pohyb pouze ve vertikálním nebo horizontálním směru: 
d(x, y) = ∑|xᵢ - yᵢ|
Tato vzdálenost je vhodná pro data s kategoriemi nebo mřížkovou strukturou, například ve městských prostorových analýzách.

#### Minkowského vzdálenost
Minkowského vzdálenost je zobecněním jak eukleidovské, tak manhattanské vzdálenosti, řízeným parametrem p:
d(x, y) = (∑|xᵢ - yᵢ|ᵖ)¹/ᵖ
Například pro p = 2 získáme eukleidovskou vzdálenost a pro p = 1 manhattanskou vzdálenost. Tento flexibilní přístup je výhodný pro analýzu různorodých dat.

#### Kosinová vzdálenost
Kosinová vzdálenost měří úhel mezi dvěma vektory, což je užitečné při práci s vysokodimenzionálními daty, jako jsou textové dokumenty nebo datové matice. Je definována jako:
d(x, y) = 1 - (x · y) / (||x|| ||y||)
Kosinová vzdálenost nezohledňuje absolutní hodnoty vektorů, ale zaměřuje se na jejich orientaci.

#### Jaccardova vzdálenost
Používá se především pro binární data, například při analýze přítomnosti či nepřítomnosti určitých vlastností. Definice je následující:
d(x, y) = 1 - (|x ∩ y|) / (|x ∪ y|)
Jaccardova vzdálenost je běžná při analýze genetických dat nebo dat sociálních sítí.

## Metody hierarchického shlukování
Existují různé přístupy, jak shlukovat objekty na základě jejich vzdálenosti či podobnosti. Mezi základní metody patří:
- metoda nejbližšího souseda (single linkage, nearest neighbor) – vzdálenost shluků je určována vzdáleností dvou nejbližších objektů z různých shluků. Při použití této metody jsou objekty taženy k sobě, výsledkem jsou dlouhé řetězy.
- metoda nejvzdálenějšího souseda (complete linkage, furthest neighbor) - vzdálenost shluků je určována naopak vzdáleností dvou nejvzdálenějších objektů z různých shluků. Funguje dobře především v případě, že objekty tvoří přirozeně oddělené shluky, nehodí se, pokud je tendence k řetězení.
- centroidní metoda - vzdálenost shluků je určována vzdáleností jejich center (hypotetická jednotka s průměrnými hodnotami znaků). Může být nevážená nebo vážená. Ta zohledňuje velikosti shluků a je vhodná pokud očekáváme jejich rozdílnost. Užívá se vyjádření vzdálenosti objektů čtvercovou euklidovskou vzdáleností.
- párová vzdálenost (pair-group average) - vzdálenost shluků je určována jako průměr vzdáleností všech párů objektů z různých shluků. Opět může být ve vážené i nevážené podobě.
- Wardova metoda - vychází z analýzy rozptylu. Slučuje takové shluky, kde je minimální součet čtverců. Obecně lze říci, že je tato metoda velmi účinná, nicméně má tendenci vytvářet poměrně malé shluky. Vzdálenosti objektů se měří čtvercovou euklidovskou vzdáleností.

## Příklady využití

### Zdravotnictví
Shluková analýza je užitečným nástrojem ve zdravotnictví pro porozumění rozdílům a podobnostem mezi pacienty s Parkinsonovou chorobou (PD), což umožňuje definovat specifické podskupiny. Tyto podskupiny mohou sloužit k přesnější diagnostice, sledování průběhu nemoci a plánování léčby. Výzkumy v této oblasti často využívají klinické škály, jako je například UPDRS, k seskupování pacientů na základě různých symptomů a jejich závažnosti, přičemž výsledky typicky odhalují dvě až pět klastrů. Identifikace těchto podskupin je důležitá pro vývoj personalizované péče, která lépe odpovídá individuálním potřebám pacientů a umožňuje efektivnější léčebné strategie. 

### Finanční sektor
Banka může pomocí shlukové analýzy rozdělit své klienty do rizikových skupin na základě jejich demografických a socioekonomických charakteristik, včetně kombinace numerických údajů (např. příjem, výše úvěru) a kategoriálních dat (např. zaměstnání, rodinný stav). Tento přístup umožňuje lépe identifikovat klienty s vysokým rizikem nesplacení úvěru. Například pomocí sjednoceného podobnostního metru mohou být klienti rozděleni do podskupin, kde jedna z nich vykazuje vyšší pravděpodobnost problémů s placením. Na základě těchto výsledků může banka upravit úvěrové limity, přizpůsobit podmínky nebo nabídnout preventivní opatření, jako je finanční poradenství. Tento přístup podporuje efektivnější řízení rizik a minimalizuje potenciální ztráty. 

### Lesnictví
Lesní správa může pomocí shlukové analýzy efektivně rozdělit lesní stanoviště do skupin na základě jejich ekologických a ekonomických charakteristik, jako jsou náklady na pěstební opatření, typ půdy nebo druhové složení porostu. Tento přístup umožňuje lépe pochopit, jak se jednotlivá stanoviště liší z hlediska nákladové náročnosti a potřebné péče. Například pomocí matice nepodobnosti a její vizualizace lze stanoviště seskupit tak, že některé z nich vykazují vyšší náklady na specifické pěstební zásahy. Na základě těchto výsledků může lesní správa optimalizovat plánování zásahů, přizpůsobit metody péče nebo efektivněji alokovat zdroje. Tento přístup podporuje udržitelnější hospodaření v lesích a snižuje celkové náklady na péči. 